# Зарница (тип речных судов)
Зарница — тип речных пассажирских судов на скеговой воздушной подушке, проект 1435.
Предназначены для местных пассажирских перевозок по мелководным рекам. По компоновке и основным размерам судно повторяло глиссирующий теплоход типа «Заря» и имело с ним достаточно большой уровень унификации (реверсивно-рулевое устройство, масляная и топливная системы, детали двигателя, электрооборудование). Однако был применен главный двигатель существенно меньшей мощности (хотя из того же семейства): модификация 150-сильного дизеля 3Д6 завода Барнаултрансмаш с установленным турбокомпрессором, обеспечившим повышение мощности до 235 л. с. Кроме того, «Зарница» почти вдвое легче «Зари» (полное водоизмещение 14,6 т и 30 т соответственно).

## Заводы производители
Судоремонтно-судостроительный завод им. М. С. Урицкого (Россия, Астрахань);
Сосновский судостроительный завод (Россия, Сосновка);
Учебно-экспериментальный завод ГИИВТ (Россия, Нижний Новгород).
Всего было построено более 100 судов (известно 71 судно).
В целом судно оказалось неудачным. В частности, даже несмотря на применение воздушной подушки гидродинамическое сопротивление оказалось большим. Причем, основной вклад в гидродинамическое сопротивление вносили не ограждающие скеги, а водозаборник водомета. В результате скорость судна оказалась низкой. В мае-июне 1969 года судно прошло официальные испытания на реке Сура. На мерной миле с полным числом пассажиров получена скорость около 36,6 км/ч при мощности главного двигателя 256 л. с, которая в ходовых режимах использовалась полностью. Экономические показатели оказались хуже чем у более скоростных глиссирующих теплоходов типа «Заря», хотя мощность главного двигателя у последних составляла 900—1100 л. с. которая в ходовых режимах использовалась только частично. Была выпущена сравнительно небольшая серия. Дальнейшим развитием проекта 1435 «Зарница» стали более мощные суда «Луч» с двигателем 3КД12Н-520 мощностью 520 л. с.